# Juan Álvarez
Juan Álvarez; mehiški general in politik, * 27. januar 1790, † 21. avgust 1867.

## Življenjepis
Alvarez je sodeloval v mehiški osamosvojitveni vojni (1821) in bil srdit nasprotnik Napoleona III., ki je hotel 1862 postaviti Maksimilijana Habsburškega za mehiškega cesarja.
Bil je tudi predsednik Mehike med 1855 in 1856.